# Scytodes canariensis
Scytodes canariensis es una especie de arañas araneomorfas de la familia Scytodidae.

## Distribución geográfica
Es endémica de las Canarias (España).